# Manto papale

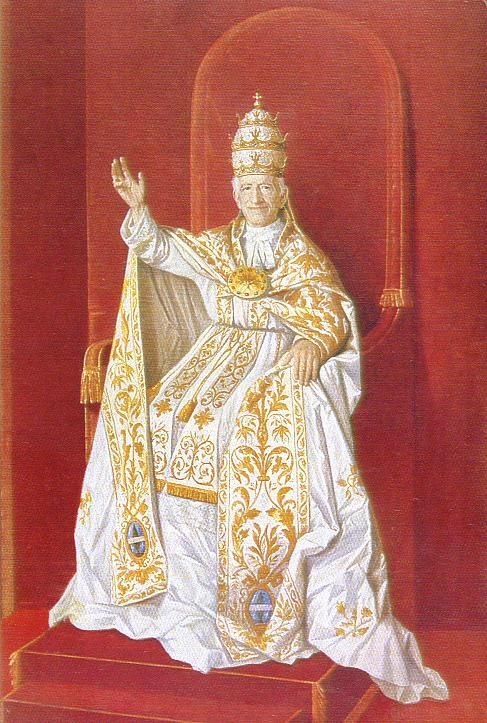
Papa Leone XIII con il manto e il triregno

Il manto papale è un paramento liturgico simile al piviale (dal quale differisce esclusivamente per la lunghezza), che veniva utilizzato solamente dal papa in alcune cerimonie solenni.

## Storia
Il primissimo riferimento all'utilizzo del manto è attestato da Dante Alighieri nella Divina Commedia. Papa Niccolò III si presenta, infatti, al poeta con queste parole, indicando il manto come prerogativa caratterizzante del pontefice:
che tu abbi però la ripa corsa,

sappi ch'io fui vestito del gran manto»
(Dante Alighieri, Divina Commedia: Inf. XIX, 67/69)

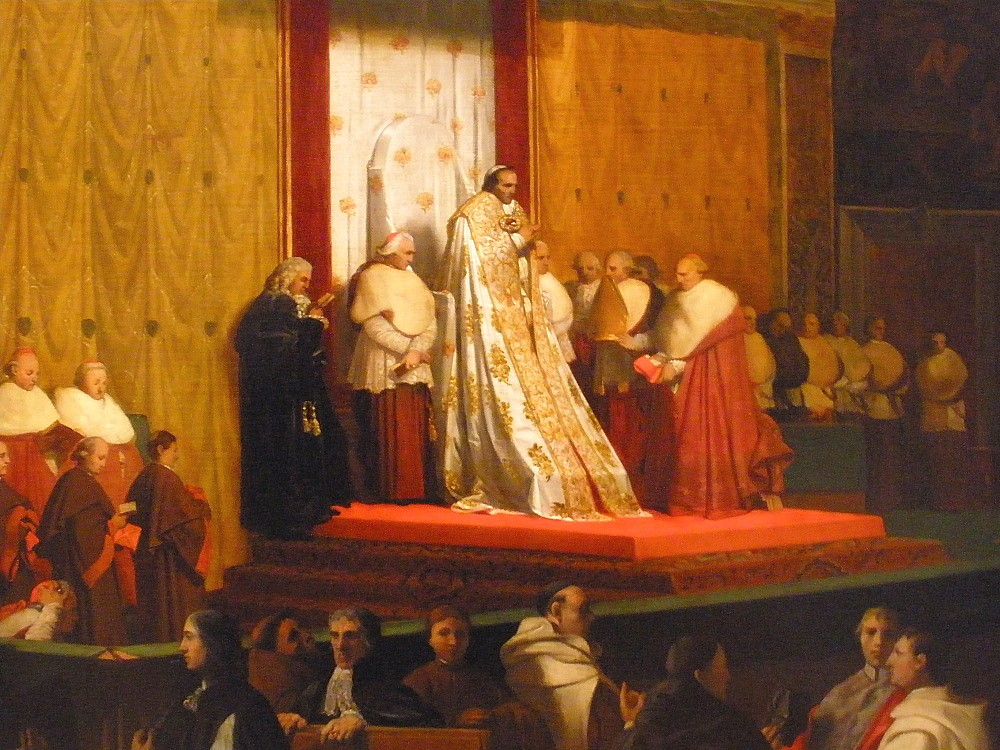
Papa Pio VII con il manto papale

Il manto era un piviale con una lunghezza superiore alla statura del papa (le dimensioni sono variabili a seconda del modello e del periodo storico, ma poteva essere anche di parecchi metri); quando il papa camminava, i bordi dovevano essere sorretti da appositi incaricati, detti caudatari. Quando il papa sedeva (sulla cattedra o sulla sedia gestatoria), poneva i piedi sulla fodera interna e gli incaricati chiudevano le falde appoggiandole in modo che, oltre alla persona del papa, venissero coperti completamente anche i gradini del trono.
Come altri paramenti liturgici (quali ad esempio la cappa magna e le chiroteche), non è stato abolito, ma è caduto in disuso. 
Un manto appartenuto a papa Giovanni XXIII è stato in seguito accorciato e trasformato in un comune piviale ed è stato indossato da papa Giovanni Paolo II in occasione della chiusura della porta santa per il giubileo del 1983 e da papa Benedetto XVI in occasione della benedizione Urbi et Orbi del 25 dicembre 2007, per il Te Deum del 31 dicembre dello stesso anno e di quelli successivi.